# Jeleń (województwo zachodniopomorskie)

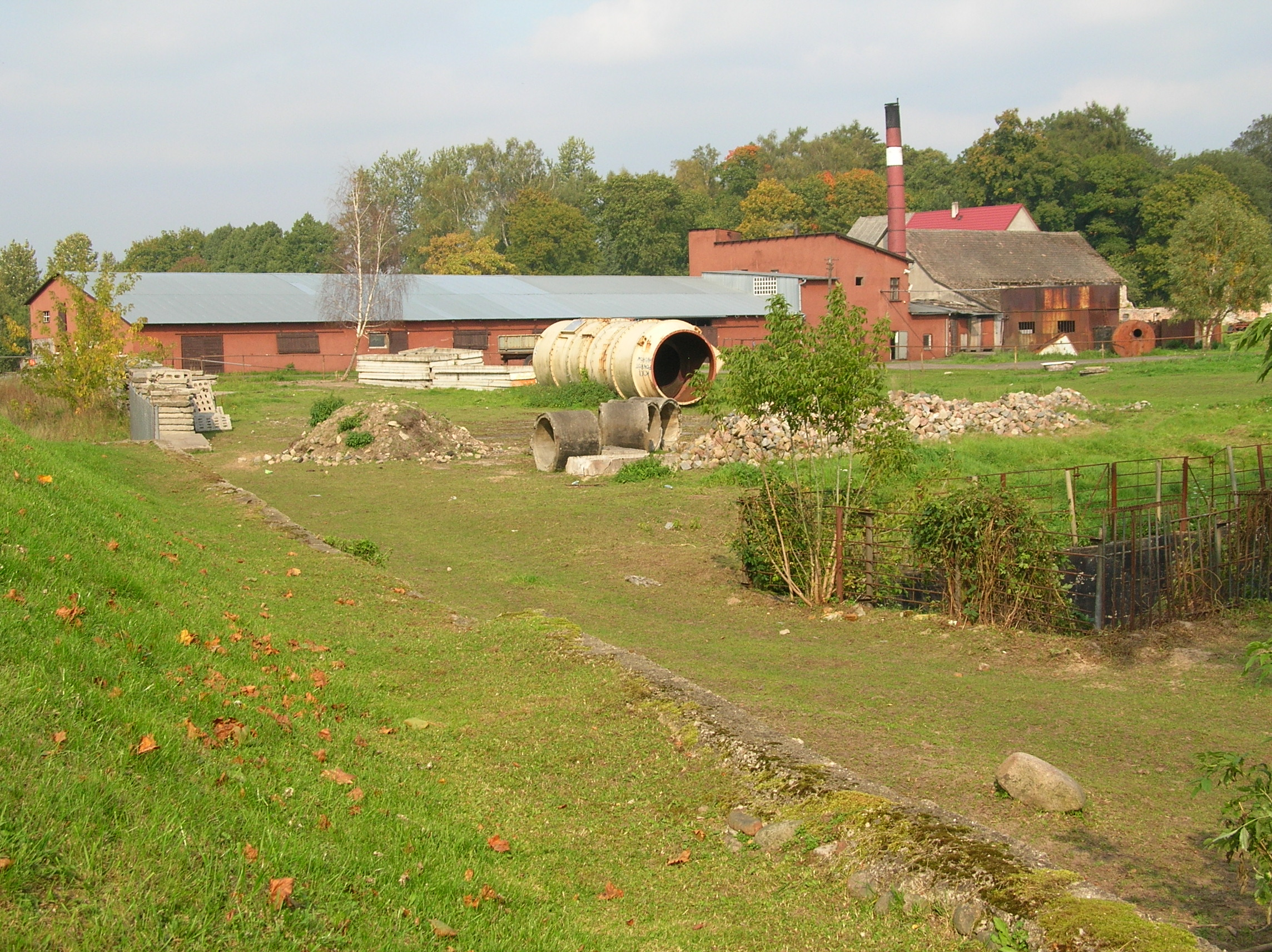
Gorzelnia w Jeleniu.

Jeleń – wieś w Polsce położona w województwie zachodniopomorskim, w powiecie szczecineckim, w gminie Borne Sulinowo, przy drodze krajowej nr 20 Stargard Szczeciński - Szczecinek - Gdynia. Wieś jest ograniczona dwoma jeziorami: od południa jeziorem Jeleń a od północy jeziorem Sarcze. Dawna posiadłość rodu pomorskiego Boninów.
We wsi zachował się zabytkowy szachulcowy rzymskokatolicki kościół Matki Boskiej Nieustającej Pomocy, zbudowany w latach 1769-1770. W pobliżu znajduje się działająca gorzelnia. 
Na północ i południe od wsi, nad brzegami jezior grodziska wczesnośredniowieczne.
Na zachód od wsi wzniesienie Sowia Góra (182 m n.p.m.), będące dobrym punktem widokowym.
Zobacz też: Jeleń, Jeleńcz, Jeleńska Huta